# Teloglabrus lebombensis
Teloglabrus lebombensis är en tvåvingeart som beskrevs av Feijen 1983. Teloglabrus lebombensis ingår i släktet Teloglabrus och familjen Diopsidae. Inga underarter finns listade i Catalogue of Life.